# Dvärgspettpapegoja
Dvärgspettpapegoja (Micropsitta pusio) är en fågel i familjen östpapegojor inom ordningen papegojfåglar.

## Utseende och läte
Dvärgspettpapegojan är en mycket liten papegojfågel. Fjäderdräkten är mestadels grön, med gul undergump, blå stjärt och beigefärgat ansikte med konrasterande mörk fläck på hjässa. Lätet är mycket ljust, "siiiiii!" eller dubblerat "sii sii!"

## Utbredning och systematik
Dvärgspettpapegoja delas in i fyra underarter:
- M. p. beccarii – förekommer på de norra delarna av Nya Guinea samt på Manam, Karkar, Bagabag och Rook-öarna
- M. p. pusio – förekommer på sydöstra Nya Guinea och i Bismarckarkipelagen
- M. p. harterti – förekommer på ön Fergusson (D'Entrecasteaux-öarna)
- M. p. stresemanni – förekommer på Louisiadeöarna (Misima och Tagula)

## Levnadssätt
Dvärgspettpapegojan hittas i skogar i låglänta områden och förberg. Liksom andra spettpapegojor ses den likt en nötväcka klättra på trädstammar med sina stora fötter. Födan består av lavar och svampar.

## Status och hot
Arten har ett stort utbredningsområde, men tros minska i antal, dock inte tillräckligt kraftigt för att den ska betraktas som hotad. Internationella naturvårdsunionen IUCN listar arten som livskraftig (LC).